# Grand Prix de Denain
Grand Prix de Denain er et fransk endagsløb i landevejscykling som afholdes i Denain i Nordfrankrig. Løbet blev første gang arrangeret i 1959. Løbet er en del af UCI ProSeries og er klassificeret med 1.Pro.

## Vindere
| År   | Vinder                 | Toer                   | Treer                    |        |
| ---- | ---------------------- | ---------------------- | ------------------------ | ------ |
| 1959 | Seamus Elliott         | Marcel Beckaert        | Jean Stablinski          |        |
| 1960 | Gabriel Borra          | Louis Proost           | Maurice Joosen           |        |
| 1961 | Arthur Decabooter      | Roger Baens            | Marcel Ongenae           |        |
| 1962 | Julien Schepens        | Willy Raes             | Willy Truye              |        |
| 1963 | Gustaaf De Smet        | Édouard Delberghe      | Benoni Beheyt            |        |
| 1964 | Michael Wright         | Frans Verbeeck         | Bernard Van De Kerckhove |        |
| 1965 | Ludo Janssens          | Willy Van Den Eynde    | Frans Verbeeck           |        |
| 1966 | Herman Vrancken        | Martin Van Den Bossche | Constant Jongen          |        |
| 1967 | José Samyn             | Jacques Boudringhin    | Eddy Van Audenaerde      |        |
| 1968 | Jean Stablinski        | Barry Hoban            | Herman Decan             |        |
| 1969 | Joseph Mathy           | Daniel Van Ryckeghem   | Fernand Hermie           |        |
| 1970 | Christian Callens      | Émile Bodart           | José Catieau             |        |
| 1971 | André Dierickx         | Herman Vrijders        | Frans Verhaegen          |        |
| 1972 | Gustaaf Van Roosbroeck | Jozef Abelshausen      | Rudy De Groote           |        |
| 1973 | Marc Demeyer           | Englebert Opdebeeck    | Dirk Baert               |        |
| 1974 | Willy Teirlinck        | José De Cauwer         | Eddy Verstraeten         |        |
| 1975 | Roger Loysch           | Jozef Abelshausen      | André Dierickx           |        |
| 1976 | Walter Planckaert      | Robert Mintkiewicz     | Eric Jacques             |        |
| 1977 | Robert Mintkiewicz     | Serge Vandaele         | Albert Van Vlierberghe   |        |
| 1978 | Frank Hoste            | Jos Jacobs             | Gustaaf Van Roosbroeck   |        |
| 1979 | Jean-Philippe Pipart   | Frits Pirard           | Johan Alberts            |        |
| 1980 | Léo Van Thielen        | Jean-Philippe Pipart   | Roger Vershaeve          |        |
| 1981 | Ferdi Van Den Haute    | Eric Van De Wiele      | Dirk Baert               |        |
| 1982 | Eddy Vanhaerens        | Alain Desaever         | Ronny Van Holen          |        |
| 1983 | Paul Sherwen           | William Tackaert       | Didier Vanoverschelde    |        |
| 1984 | Yves Godimus           | Claude Criquielion     | Willy Vigouroux          |        |
| 1985 | Patrick Versluys       | Jean-Louis Gauthier    | Pierre Le Bigaut         |        |
| 1986 | Bruno Wojtinek         | Johan Capiot           | Christophe Lavainne      |        |
| 1987 | Bruno Wojtinek         | Eddy Planckaert        | Jan Bogaert              |        |
| 1988 | Pascal Poisson         | Michel Vermote         | Thierry Marie            |        |
| 1989 | Edwig Van Hooydonck    | Thierry Marie          | Franck Boucanville       |        |
| 1990 | Frédéric Moncassin     | Peter Pieters          | Paul Popp                |        |
| 1991 | Frédéric Moncassin     | Martin Schalkers       | Thierry Laurent          |        |
| 1992 | Edwig Van Hooydonck    | Philippe Casado        | Hervé Henriet            |        |
| 1993 | Marcel Wüst            | Johan Capiot           | Michel Zanoli            |        |
| 1994 | Jans Koerts            | Lars Michaelsen        | Brian Holm               |        |
| 1995 | Jo Planckaert          | Michel Zanoli          | Thierry Gouvenou         |        |
| 1996 | Ján Svorada            | Michel Cornelisse      | Emmanuel Magnien         |        |
| 1997 | Ludo Dierckxsens       | Henk Vogels            | Stuart O'Grady           |        |
| 1998 | Jaan Kirsipuu          | Jeroen Blijlevens      | Frédéric Moncassin       |        |
| 1999 | Jeroen Blijlevens      | Jaan Kirsipuu          | Niko Eeckhout            |        |
| 2000 | Endrio Leoni           | Thor Hushovd           | Leonardo Guidi           |        |
| 2001 | Jaan Kirsipuu          | Davide Casarotto       | Frédéric Guesdon         |        |
| 2002 | Alberto Vinale         | Frédéric Finot         | Damien Nazon             |        |
| 2003 | Bert Roesems           | Enrico Poitschke       | Thomas Voeckler          |        |
| 2004 | Thor Hushovd           | Mark Scanlon           | Nico Sijmens             |        |
| 2005 | Jimmy Casper           | Mark Renshaw           | Lloyd Mondory            |        |
| 2006 | Jimmy Casper           | Nico Mattan            | Hans Dekkers             |        |
| 2007 | Sébastien Chavanel     | Mark Renshaw           | Eric Baumann             |        |
| 2008 | Edvald Boasson Hagen   | Jimmy Casper           | Jimmy Engoulvent         |        |
| 2009 | Jimmy Casper           | Matthew Goss           | Denis Flahaut            |        |
| 2010 | Denis Flahaut          | Florian Vachon         | Enrico Rossi             |        |
| 2011 | Jimmy Casper           | Romain Feillu          | Aidis Kruopis            |        |
| 2012 | Juan José Haedo        | Alex Rasmussen         | Andrea Guardini          |        |
| 2013 | Arnaud Démare          | Bryan Coquard          | Nacer Bouhanni           |        |
| 2014 | Nacer Bouhanni         | Matteo Pelucchi        | Francesco Chicchi        |        |
| 2015 | Nacer Bouhanni         | Boris Vallée           | Rudy Barbier             |        |
| 2016 | Daniel McLay           | Thomas Boudat          | Kenny Dehaes             |        |
| 2017 | Arnaud Démare          | Nacer Bouhanni         | Sebastián Molano         |        |
| 2018 | Kenny Dehaes           | Hugo Hofstetter        | Julien Duval             |        |
| 2019 | Mathieu van der Poel   | Marc Sarreau           | Timothy Dupont           |        |
| 2020 | aflyst                 | aflyst                 | aflyst                   | aflyst |
| 2021 | Jasper Philipsen       | Jordi Meeus            | Ben Swift                |        |
| 2022 | Max Walscheid          | Dries De Bondt         | Adrien Petit             |        |
| 2023 | Sebastián Molano       | Tim van Dijke          | Timo Kielich             |        |
| 2024 | Jannik Steimle         | Ceriel Desal           | Dries Van Gestel         |        |
| 2025 | Matthew Brennan        | Gianni Vermeersch      | Dries De Bondt           |        |